# Château de la Grée de Callac
Le château de la Grée de Callac est un château construit de 1892 à 1908 sur la commune de Monteneuf (Morbihan) ; le parc et des dépendances s’étendent sur la commune voisine d’Augan.
Il fait l’objet d’une inscription au titre des monuments historiques depuis le 20 décembre 1990,.

## Histoire
Ce château, construit par Frédéric Jobbé-Duval pour le comte du Bot est l’un des derniers grands châteaux édifiés au XIXe siècle. Ce château d’apparat de style néo-Renaissance, aux proportions grandioses, est édifié en granit et couvert d’ardoise. Jobbé-Duval, issu d’une célèbre famille rennaise de peintres et de décorateurs, s’est inspiré du château d'Ancy-le-Franc et de celui de la Moussaye en Plénée-Jugon. Il a également réalisé les décors intérieurs et le mobilier.
Bien que le château lui-même soit bâti sur la commune de Monteneuf, une grande partie du parc et des dépendances (notamment la chapelle, l’orangerie et le pavillon de chasse) se situent sur la commune d’Augan.
A la fin des années 1980, le château a été brièvement loué par l'entreprise de jeu vidéo Ubisoft, qui y avait installé ses programmeurs. 

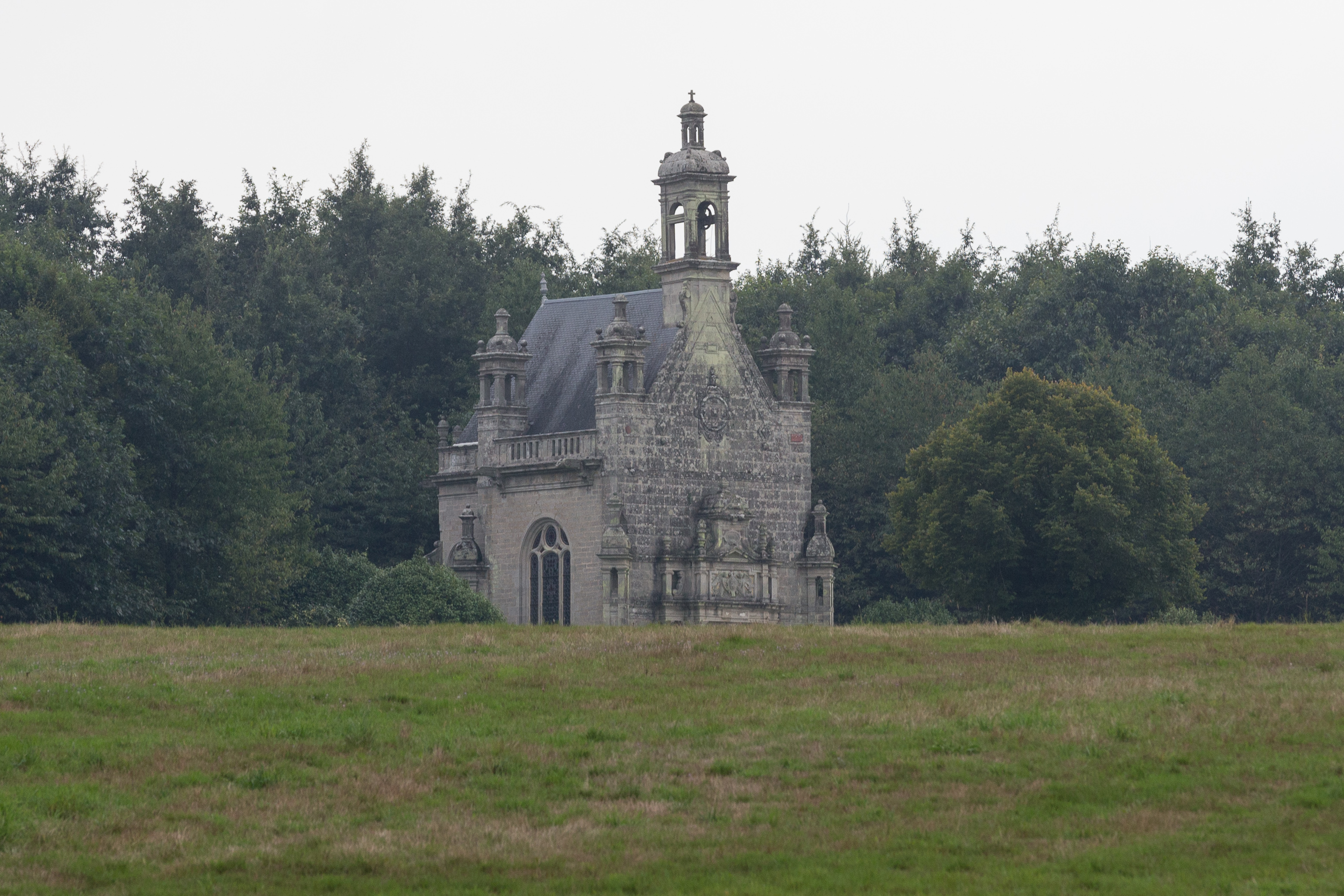
Chapelle
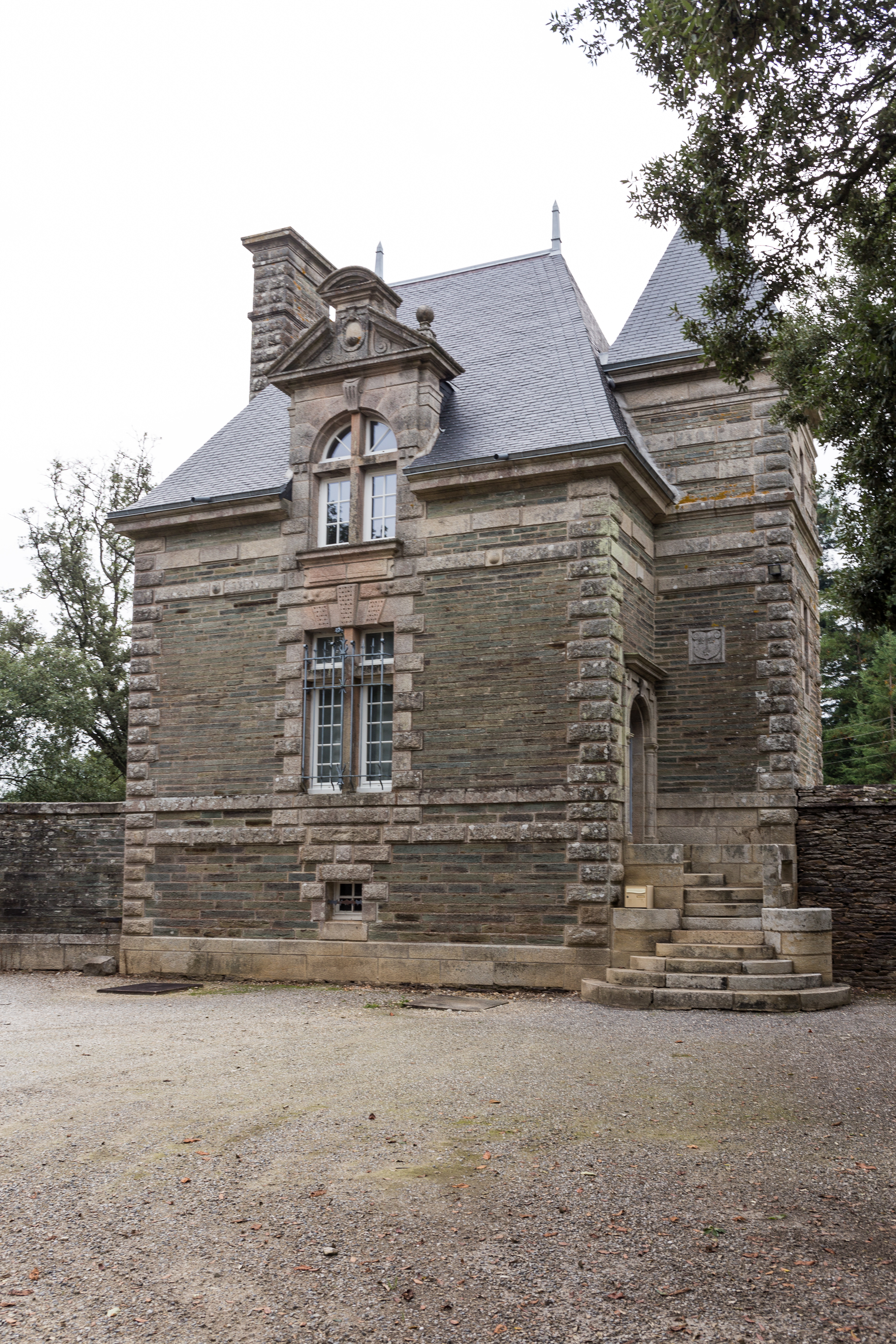
Porterie